# Pedro Pelaez

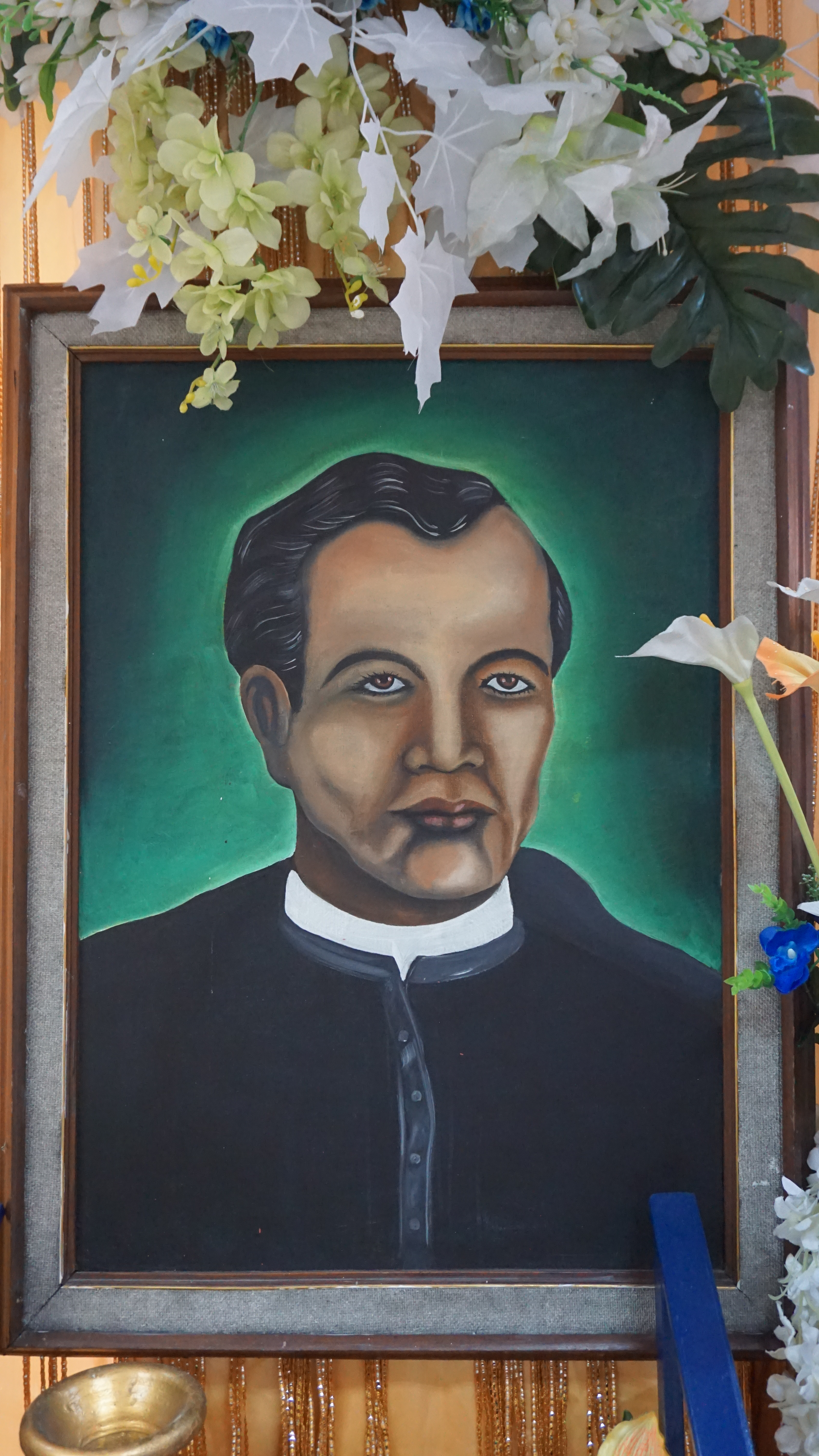
Pedro Pelaez

Pedro Pablo Pelaez (Pagsanjan, 12 juni 1812 – Manilla, 3 juni 1863) was een Spaans-Filipijns geestelijke en Filipijns nationalist. Pelaez werd bekend door zijn strijd voor de rechten van Filipijnse geestelijken in een tijd dat leiding van de Katholieke Kerk in de Filipijnen nog door Spanjaarden werd gedomineerd.

## Biografie
Pelaez werd geboren in Pagsanjan als zoon van Jose Pelaez, een Spanjaard en alcalde-mayor van Laguna en Josega Sebastian Gomez Lozada, een Filipijnse. Nadat hij op 11-jarige leeftijd wees geworden was, werd hij geholpen door zijn mestizo afkomst opgenomen in het Dominicaanse klooster in Manilla. Hij werkte er als dienstjongen en kreeg tegelijkertijd een opleiding aangeboden. Eerst studeerde hij aan het Colegio de San Juan de Letran, waar hij in 1929 een Bachelor of Arts-diploma behaalde. Aansluitend studeerde hij theologie aan de University of Santo Tomas (U.S.T.). Hij behaalde zijn bachelor-diploma in 1833, zijn master-diploma in 1833 en werd in 1944 doctor in de theologie.
Pelaez werd in 1833 tot priester gewijd en diende, naast zijn verdere studie, in de kathedraal van Manilla. Van 1836 tot 1839 doceerde bovendien filosofie aan Colegio de San Jose. Van 1843 tot 1861 doceerde hij aan de U.S.T. Een van studenten daar was frater José Burgos, een veelbelovende jonge priester en een van de latere martelaren van Cavite. Op 2 maart 1853 werd Pelaez door gouverneur-generaal Antonio Urbiztondo benoemd in de onderwijscommissie. De aanbevelingen die deze commissie deed voor onderwijshervormingen in de Filipijnen werden in 1863 geformaliseerd in een Onderwijsdecreet. Op 30 november 1855 hield Pelaez een beroemd geworden preek waarin hij de misdragingen van de Spanjaarden in de Filipijnen aan de kaak stelde. Hij riep de Spaanse koningin Isabella op om Filipijnse geestelijken dezelfde rechten als de Spaanse fraters te geven. Van 1861 tot 1862 werkte Pelaez als schrijver en redacteur mee aan de religieuze krant El Catolico Filipino. Ook in zijn bijdragen in deze krant wierp hij zich op als voorvechter voor de verbetering van de positie van de Filipijnse bevolking. Hij werd er erg populair mee bij de bevolking en de kerk was dan ook altijd overvol wanneer Pelaez de voorganger was. Na de dood van aartsbisschop José Aranguren werd Pelaez op 18 april 1861 benoemd tot Diocesaan administrator van het aartsbisdom Manilla. Hij bestuurde het aartsbisdom gedurende een periode van ruim een maand.
Korte tijd later kwam Pelaez om het leven in de kathedraal van Manilla toen deze, tijdens de Aardbeving van Manilla in 1863, werd verwoest. De strijd voor de rechten van Filipijnse geestelijken werd voortgezet door andere Filipijnse geestelijken zoals José Burgos.